# Daniël Bellemans
Daniël Bellemans (Antwerpen, 1640 - Horssen, 12 februari 1674) was een Zuid-Nederlands dichter en geestelijke. 
Toen hij achttien jaar oud was, trad hij toe tot de norbertijnenabdij in Grimbergen, waar hij in 1661 zijn kloostergeloften uitsprak en nog vier jaar later tot priester werd gewijd. Tot 1672 was hij actief als onderpastoor in Meise. Daarna vertrok hij naar het Land van Maas en Waal, samen met een broeder van de Sint-Michielsabdij in Antwerpen. Daar wilden zij samen de katholieke gemeenschap ondersteunen. Bellemans vestigde zich in Oyen en later, toen de katholieken onder Franse invloed meer vrijheid kregen om hun geloof te belijden, werd hij pastoor in Horssen. Kort daarna overleed hij echter, op jonge leeftijd.
Bellemans schreef verschillende Nederlandstalige gedichten in de vorm van liederen met religieuze thema's, die in twee bundels werden gepubliceerd. Zijn werk was geliefd en werd ook na zijn dood nog herdrukt. 

## Werk
- Den lieffelijcken paradijsvogel (1670)
- Het citherken van Jezus (1670)